# تل گلی (مهر)
تل گلی (مهر)، روستایی از توابع بخش مرکزی شهرستان فراشبند در استان فارس ایران است.

## جمعیت
این روستا در دهستان آویز قرار دارد و براساس سرشماری مرکز آمار ایران در سال ۱۳۸۵، جمعیت آن ۱۶۸ نفر (۲۸خانوار) بوده‌است.